# فرانسيسكو فاليرو كويفاس
فرانسيسكو خافيير فاليرو كويفاس (ولد عام 1964) هو مهندس من أصل مكسيكي، وأستاذ الهندسة الطبية الحيوية ، وعلم الحركة الحيوية والعلاج الطبيعي، وهندسة الطيران والهندسة الميكانيكية، وعلوم الحاسوب، والهندسة الكهربائية في جامعة جنوب كاليفورنيا.  وهو معروف بعمله على كيفية عمل اليد البشرية وتطبيقاتها السريرية. اشتهر بالعديد من الاختراعات، بما في ذلك أجهزة قياس وظيفة اليد ووظيفة الساق، وبناء القناطر في الهندسة المدنية. ومن بين مساهماته العلمية كتاب مدرسي عن الأسس الرياضية التي تقوم عليها دراسة التحكم الحركي والميكانيكا الحيوية. وهو زميل منتخب في المعهد الأمريكي للهندسة الطبية والبيولوجية (2014)، وعضو كبير منتخب في معهد مهندسي الكهرباء والإلكترونيات ، وزميل توماس جي واتسون.